# Садівська сільська рада (Лозівський район)
Садівська сільська́ ра́да — адміністративно-територіальна одиниця та орган місцевого самоврядування в Лозівському районі Харківської області. Адміністративний центр — село Садове.

## Загальні відомості
Садівська сільська рада утворена в 1918 році.
- Територія ради: 56,39 км²
- Населення ради: 971 особа (станом на 2001 рік)
- Територією ради протікає річка Бритай.

## Населені пункти
Сільській раді підпорядковані населені пункти:
- с. Садове
- с. Богомолівка
- с. Бритай
- с. Іванівка
- с. Різдвянка

## Склад ради
Рада складається з 14 депутатів та голови.
- Голова ради: Дорошенко Ніна Петрівна
- Секретар ради: Ярош Любов Іванівна

### Керівний склад попередніх скликань
| Прізвище, ім'я, по батькові | Основні відомості                                                                     | Дата обрання | Дата звільнення |
| --------------------------- | ------------------------------------------------------------------------------------- | ------------ | --------------- |
| Дорошенко Ніна Петрівна     | Сільський голова, 1957 року народження, освіта незакінчена вища, член Народної партії | 26.03.2006   | 31.10.2010      |
| Дорошенко Ніна Петрівна     | Сільський голова, 1957 року народження, освіта незакінчена вища, позапартійна         | 31.10.2010   |                 |

Примітка: таблиця складена за даними сайту Верховної Ради України

### Депутати
За результатами місцевих виборів 2010 року депутатами ради стали:

#### За суб'єктами висування
| Суб'єкт висування           | Кількість обраних депутатів | %    |
| --------------------------- | --------------------------- | ---- |
| Партія регіонів             | 11                          | 78,6 |
| Комуністична партія України | 3                           | 21,4 |

#### За округами
| № округу                    | Прізвище, ім'я, по батькові    | Дата визнання обраним | Освіта             | Партійна приналежність | Відомості про обраного депутата                        |
| --------------------------- | ------------------------------ | --------------------- | ------------------ | ---------------------- | ------------------------------------------------------ |
| Комуністична партія України |                                |                       |                    |                        |                                                        |
| 4                           | Гоженко Володимир Миколайович  | 04.11.2010            | середня            | позапартійний          | Водоканал «Дніпро-Донбасс», оператор                   |
| 11                          | Гонтаренко Світлана Борисівна  | 04.11.2010            | вища               | позапартійна           | Садівська загальноосвітня школа, вчитель               |
| 12                          | Несміян Юрій Анатолійович      | 04.11.2010            | вища               | позапартійний          | Водоканал «Дніпро-Донбасс», начальник гідро вузла      |
| Партія регіонів             |                                |                       |                    |                        |                                                        |
| 1                           | Сердечна Світлана Миколаївна   | 04.11.2010            | середня            | позапартійна           | тимчасово не працює                                    |
| 2                           | Пузик Людмила Миколаївна       | 04.11.2010            | середня спеціальна | позапартійна           | приватний підприємець                                  |
| 3                           | Воліченко Надія Олексіївна     | 04.11.2010            | середня            | позапартійна           | тимчасово не працює                                    |
| 5                           | Шарапенко Анна Олександрівна   | 04.11.2010            | середня            | позапартійна           | Садівське ССТ, реалізатор                              |
| 6                           | Верховодов Олександр Іванович  | 04.11.2010            | середня            | позапартійний          | приватний підприємець                                  |
| 7                           | Нуруліна Валентина Анатоліївна | 04.11.2010            | середня            | позапартійна           | Садівська сільська рада, тех. працівник                |
| 8                           | Шарапенко Тетяна Григорівна    | 04.11.2010            | середня            | позапартійна           | тимчасово не працює                                    |
| 9                           | Пузик Геннадій Леонідович      | 04.11.2010            | вища               | позапартійний          | приватний підприємець                                  |
| 10                          | Бондаренко Світлана Іванівна   | 04.11.2010            | середня спеціальна | позапартійна           | Садівський фельдшерсько-акушерський пункт, завідувачка |
| 13                          | Ярош Любов Іванівна            | 04.11.2010            | вища               | позапартійна           | Садівська сільська рада, секретар                      |
| 14                          | Гончаренко Надія Олександрівна | 04.11.2010            | вища               | позапартійна           | Садівська загальноосвітня школа, вчитель               |